# Cantharellus queletii
Cantharellus queletii é uma espécie de fungo pertencente à família Cantharellaceae.